# Flexifloat
Flexifloat är varumärket för en ny generation lokboggier från den tyska loktillverkaren Henschel (Kassel). Boggitypen började att levereras i samband med att en ny loktyp lanserades under början av 1970-talet. Boggin kännetecknas av en mycket robust konstruktion med konventionella skruvfjädrar i såväl primär- som sekundärfjädringen. Loket var planerat för att säljas till smalspåriga järnvägsoperatörer (ner till 1 000 mm spårvidd) i Latinamerika, Afrika och Asien.  
Det första lokomotivet som Flexifloatboggin användes i var det västtyska diesellokomotivet DE 2500 (DB-littera 202). Totalt tillverkades tre stycken DE2500-lokomotiv och de målades utvändigt i rött (Röda oxen), blått (Blåa bocken) eller vitt (Vita jätten). Loktypen fanns i såväl en fyr- som sexaxlig version och drevs till att börja med av en turboladdad dieselmotor från MAN. Transmissionen var utförd med en synkrongenerator som drev asynkronmotorer. 
Flexifloat-boggin utfördes med axelboxar som tillät att hjulaxlarna ställde in sig radiellt vid snäva kurvor (s.k. mjuka boggier). Detta minskade förslitningen avsevärt. För boggiförankringen i längsled svarade antingen kraftiga stänger eller en mer konventionell förankring. I sidled fixerades lokkorgen genom att den "svävade" på styva spiralfjädrar. 
Det var inte den västtyska operatören DB som beställde lokomotiv med Flexifloatboggier utan istället Schweiz och Egypten. Det egyptiska lokomotivet hade beteckningen AA 22 T och beställdes i inte mindre än 232 exemplar. Under slutet av 1970-talet provkördes DE2500-lokomotivet även i Norge och Danmark, vilket resulterade i en total beställning av 76 stycken lokomotiv varav 17 stycken gick till Norge och 59 stycken till Danmark.
Samtliga norska och danska lokomotiv var av linjetyp, det vill säga för tunga och snabba tåg längs huvudlinjer. Det danska ME-loket (sth 175 km/h) sattes dock under 1981 även in i regionaltrafik på sträckan Helsingör- Köpenhamn (45 km) med sin enorma, turboladdade tvåtaktsdiesel från amerikanska General Motors (GM).
Senare har lok med Flexifloat-boggier bland annat exporterats till Indien, Irak och Pakistan. De två sistnämnda länderna satsade dock på ett drivpaket från amerikanska GM.